# Carlo Lodovico Morozzo
Carlo Lodovico Morozzo, marchese di Bianzè (Torino, 5 agosto 1743 – Collegno, 12 luglio 1804), è stato un chimico e naturalista italiano.
Conte di Morozzo e Marchese di Bianzè, apparteneva all'illustre famiglia dei Morozzo Della Rocca (il padre Giuseppe Francesco fu riformatore dell'Università e sindaco di Torino dal 1747 al 1748). 
Attivo nell'epoca che vide il tramonto della teoria del flogisto a favore delle teorie di Lavoisier, Morozzo fu un personaggio discusso, sul quale gli storici diedero giudizi contrastanti: sono discordanti perfino le opinioni sulla sua adesione alle nuove teorie.

## Biografia
Nato a Torino da un'illustre famiglia aristocratica, all'età di sedici anni Morozzo entrò nelle Regie Scuole di Teoria d'Artiglieria, dove fu allievo di Lagrange. Parallelamente alla carriera militare (nel 1800 divenne consigliere nel Regio Consiglio Supremo di governo) coltivò gli interessi scientifici nei campi più vari, dalle scienze naturali alla fisica e alla chimica. Particolare eco ebbe una relazione presentata nel 1786 all'Accademia delle Scienze sull'esplosione avvenuta presso un fornaio torinese, nella quale venivano analizzate le possibili cause dell'accaduto. Altro lavoro pionieristico fu la memoria presentata su un'analisi svolta da Domenico Morichin sul tessuto di un dente molare fossile ritrovato durante un'escursione.
Il 30 Novembre 1788 fu eletto presidente perpetuo dell'Accademia delle Scienze di Torino. Monarchico e legittimista, dopo la battaglia di Marengo Morozzo fu estromesso dall'Accademia delle Scienze di Torino e costretto a lasciare il paese. Non fece ritorno in patria fino al 1804. Morì a Collegno il 12 luglio di quell'anno.